# Großdornberg
Großdornberg ist ein Stadtteil im Westen der Stadt Bielefeld in Nordrhein-Westfalen und gehört zum Stadtbezirk Dornberg. Bis zur kommunalen Gebietsreform 1973 war Großdornberg eine Gemeinde im Amt Dornberg des Landkreises Bielefeld.

## Geografie
Das Gebiet der früheren Gemeinde Großdornberg ist innerhalb der Stadt Bielefeld nicht mehr verwaltungstechnisch abgegrenzt, wird aber informell als Bielefelder Ortsteil angesehen. Es gehört heute zu den statistischen Bezirken 40 Pappelkrug/Wellensiek und 41 Großdornberg/Kirchdornberg. Der Ortsteil liegt im Westen von Bielefeld an der Nordseite des Teutoburger Waldes und grenzt an den Bielefelder Stadtbezirk Schildesche sowie an die Ortsteile Hoberge-Uerentrup, Kirchdornberg, Niederdornberg-Deppendorf und Babenhausen aus dem Stadtbezirk Dornberg. Im Westen grenzt Großdornberg außerdem an die Stadt Werther aus dem Kreis Gütersloh. Fließgewässer in Großdornberg sind der Johannisbach, der Babenhausener Bach und der Haßbach.

## Geschichte
Vom Mittelalter bis zur Franzosenzeit war Großdornberg eine Bauerschaft im Kirchspiel Dornberg in der Grafschaft Ravensberg. Das Kirchspiel Dornberg gehörte im Amt Sparrenberg zunächst zur Vogtei Brackwede und seit 1692 zur Vogtei Werther.
Von 1807 bis 1810 gehörte Großdornberg zum Kanton Werther im Distrikt Bielefeld des Königreichs Westphalen, das von Jérôme, dem Bruder Napoleons regiert wurde. 1811 änderte sich die Verwaltungsgliederung, da der Norden des Distrikts Bielefeld vom Königreich Westphalen nach Frankreich umgegliedert wurde. Großdornberg verblieb im Königreich Westphalen und gehörte nun zum Kanton Schildesche.
Nach der Napoleonischen Zeit gehörte Großdornberg seit 1816 zum Kreis Bielefeld. Im Rahmen der Einführung der neuen Westfälischen Landgemeindeordnung wurde 1843 das Amt Dornberg gegründet und 1845 wurde Großdornberg als eine der fünf Gemeinden des Amtes konstituiert.
1930 wurde die Gartenstadt-Siedlung Wellensiek aus dem Osten der Gemeinde in die Stadt Bielefeld umgemeindet.
Durch das Gesetz zur Neugliederung des Raumes Bielefeld wurde die Gemeinde Großdornberg am 1. Januar 1973 in die Stadt Bielefeld eingemeindet und ist seitdem Teil des Stadtbezirks Dornberg. Die Siedlung Wellensiek kam ebenfalls zum Stadtbezirk Dornberg. Seit den 1980er-Jahren entstanden im Osten des Ortsteils die großen Neubaugebiete Lohmannshof und Schürmannshof, die heute den Bevölkerungsschwerpunkt von Großdornberg bilden.

### Einwohnerentwicklung
| Jahr | Einwohner | Quelle |
| ---- | --------- | ------ |
| 1799 | 0335      | [ 9 ]  |
| 1822 | 0613      | [ 10 ] |
| 1843 | 0746      | [ 11 ] |
| 1864 | 0731      | [ 12 ] |
| 1885 | 0670      | [ 13 ] |
| 1910 | 0792      | [ 14 ] |
| 1939 | 1140      | [ 15 ] |
| 1950 | 1661      | [ 16 ] |
| 1961 | 2062      | [ 16 ] |
| 1966 | 2281      | [ 17 ] |
| 1970 | 2216      | [ 8 ]  |
| 1972 | 2426      | [ 18 ] |
| 2000 | 2998      | [ 19 ] |

Die Stadt Bielefeld weist für den Ortsteil Großdornberg heute keine eigene Einwohnerzahl mehr aus.

## Verkehr
Die wichtigste Verkehrsachse in Großdornberg ist die Wertherstraße, die aus der Bielefelder Innenstadt kommend quer durch den Ortsteil Richtung Werther (Westf.) führt.
Im öffentlichen Nahverkehr wird Großdornberg an der Endhaltestelle Lohmannshof  von der Linie 4 der Bielefelder Stadtbahn erreicht. Von dort führen die Buslinien 57 und 58 weiter durch den Ortsteil. Außerdem bieten die Buslinien 61, 62, 63 und 64 eine direkte Busverbindung über die Wertherstraße in die Bielefelder Innenstadt.
Eine weitere wichtige Busverbindung ist die Buslinie 24. Diese führt vom Bezirksamt Dornberg über die Ortsteile Kirchdornberg und Hoberge-Uerentrup, vorbei am Tierpark Olderdissen durch das Johannistal  über die Kunsthalle der Stadt Bielefeld direkt in die Bielefelder Innenstadt zur Haltestelle  Jahnplatz und dann noch weiter ins Stadtbezirk Stieghorst zur Endstation "Sieker" im Stadtteil Sieker.

## Trivia
In Großdornberg ist die Bürgerberatung des Stadtbezirkes Dornberg. 500 m davon entfernt ist ein kleines Gebiet, wo ein Trampolinpark, eine Soccer-Arena und ein Tennisclub Dornberg e. V. vorhanden ist.